# Associazione Internazionale Biblioteche, Archivi e Centri di Documentazione Musicali
L'Associazione Internazionale Biblioteche, Archivi e Centri di Documentazione Musicali riunisce biblioteche musicali o dipartimenti musicali di biblioteche pubbliche o private, biblioteche di istituti di istruzione musicale (conservatori, università), archivi di radio e orchestre, centri di documentazione musicale, editori e distributori musicali. L'Associazione conta nel 2015 circa 2000 soci (persone o istituzioni), ed è presente in 45 paesi, in alcuni dei quali (22 nel 2015) esiste un gruppo nazionale. Il gruppo nazionale italiano è IAML-Italia.

La IAML è affiliata all'International Federation of Library Associations and Institutions (Federazione internazionale delle associazioni e delle istituzioni bibliotecarie), all'International Music Council e all'International Musicological Society (Società Internazionale di Musicologia)

## Storia
La IAML fu fondata dopo la seconda guerra mondiale con lo scopo di "promuovere la cooperazione e la standardizzazione internazionale su aspetti come la catalogazione, gli standard di servizio, la formazione e lo scambio di materiale fra biblioteche" nel quadro della missione di promozione della pace delle Nazioni Unite. Il processo di creazione dell'Associazione fu messo a punto fra il 1949 e il 1951 durante quattro conferenze: a Firenze e Basilea nel 1949, Lüneburg nel 1950 e Parigi, sotto gli auspici dell'UNESCO, nel 1951. La conferenza di Firenze, in particolare, aveva per la prima volta riunito oltre 60 bibliotecari musicali e archivisti di dodici paesi. Scopo primario della conferenza di Firenze era la localizzazione e l'aggiornamento dello stato di conservazione - dopo i disastri e le perdite della guerra - delle fonti musicali descritte da Robert Eitner nel suo repertorio bio-bibliografico, con la creazione in ogni paese membro di un ufficio centralizzato responsabile della microfilmatura delle fonti musicali anteriori al 1800 e che intervenisse nella soluzione di problemi relativi alla loro catalogazione. A tale scopo, nel 1952 fu fondato il RISM-Répertoire International des Sources Musicales (Repertorio Internazionale delle Fonti Musicali).

## Scopi
L'associazione ha lo scopo di:

- incoraggiare e promuovere le attività dei membri, rafforzando la cooperazione fra istituzioni e individui che lavorano in questo campo
- sostenere e diffondere l'importanza culturale di biblioteche, archivi e centri di documentazione musicali
- sostenere e facilitare la realizzazione di bibliografie musicali, progetti di documentazione musicale e studi di biblioteconomia musicale
- promuovere la disponibilità di pubblicazioni e documenti relativi alla musica, inclusi scambi e prestiti internazionali
- sostenere lo sviluppo di standard nazionali e internazionali di catalogazione, conservazione e disponibilità di materiale musicale
- promuovere l'educazione musicale e la formazione dei formatori
- migliorare il controllo bibliografico delle collezioni musicali di ogni genere
- sostenere la protezione e la conservazione dei documenti musicali
- collaborare con altre organizzazioni internazionali nei campi di interesse della IAML
- incoraggiare la partecipazione dei suoi membri tramite conferenze annuali

## Struttura
L'attività della IAML è strutturata in
- cinque settori professionali

1. Archivi e Centri di documentazione musicale[9]
2. Biblioteche di radio, orchestre e teatri[10]
3. Biblioteche di istituti di istruzione musicale (Conservatori e Università)[11]
4. Biblioteche pubbliche[12]
5. Biblioteche di ricerca[13]

- quattro commissioni tematiche

1. Commissione bibliografica[14]
2. Materiale audiovisivo[15]
3. Servizi e formazione[16]
4. Catalogazione[17]

- diversi comitati e gruppi di lavoro[18]

## Attività
La IAML organizza una conferenza annuale, pubblica la rivista quadrimestrale Fontes Artis Musicae e sostiene quattro progetti collettivi di ricerca noti come progetti "R":

- RISM-Répertoire International des Sources Musicales (Repertorio Internazionale delle Fonti Musicali)[21]
- RILM-Répertoire International de Littérature Musicale (Repertorio Internazionale della Letteratura Musicale)[22]
- RIdIM-Répertoire International d’Iconographie Musicale (Repertorio Internazionale dell'Iconografia Musicale)[23]
- RIPM-Retrospective Index to Music Periodicals (1760-1966) (Repertorio internazionale dei periodici musicali dal 1760 al 1966)[24]